# Hans-Ulrich Treichel
Hans-Ulrich Treichel, nemški germanist in pisatelj, * 12. avgust 1952, Versmold, Vestfalija, Nemčija. 

## Življenje
V rodnem kraju je živel do leta 1968. Njegovo otroštvo je zaznamovala izguba starejšega brata proti koncu druge svetovne vojne na begu pred Rusi, ki je pustila neizbrisen pečat na starših. Vse to prelije avtor v delu Der Verlorene na papir (slovenski prevod dela ne obstaja; dobesedni prevod naslova pa bi bil Izgubljeni).
Po maturi je študiral germanistiko, filozofijo in politologijo in promoviral leta 1983 z delom o Wolfgangu Koeppnu.
Od leta 1995 poučuje na literarnem inštitutu v Leipzigu.